# Rusia la Concursul Muzical Eurovision

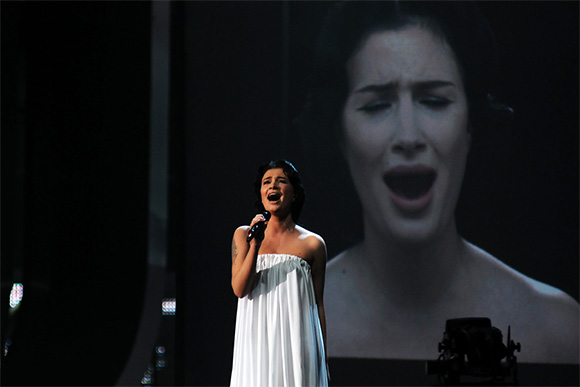
Anastasia Prîhodko la Moscova (2009).

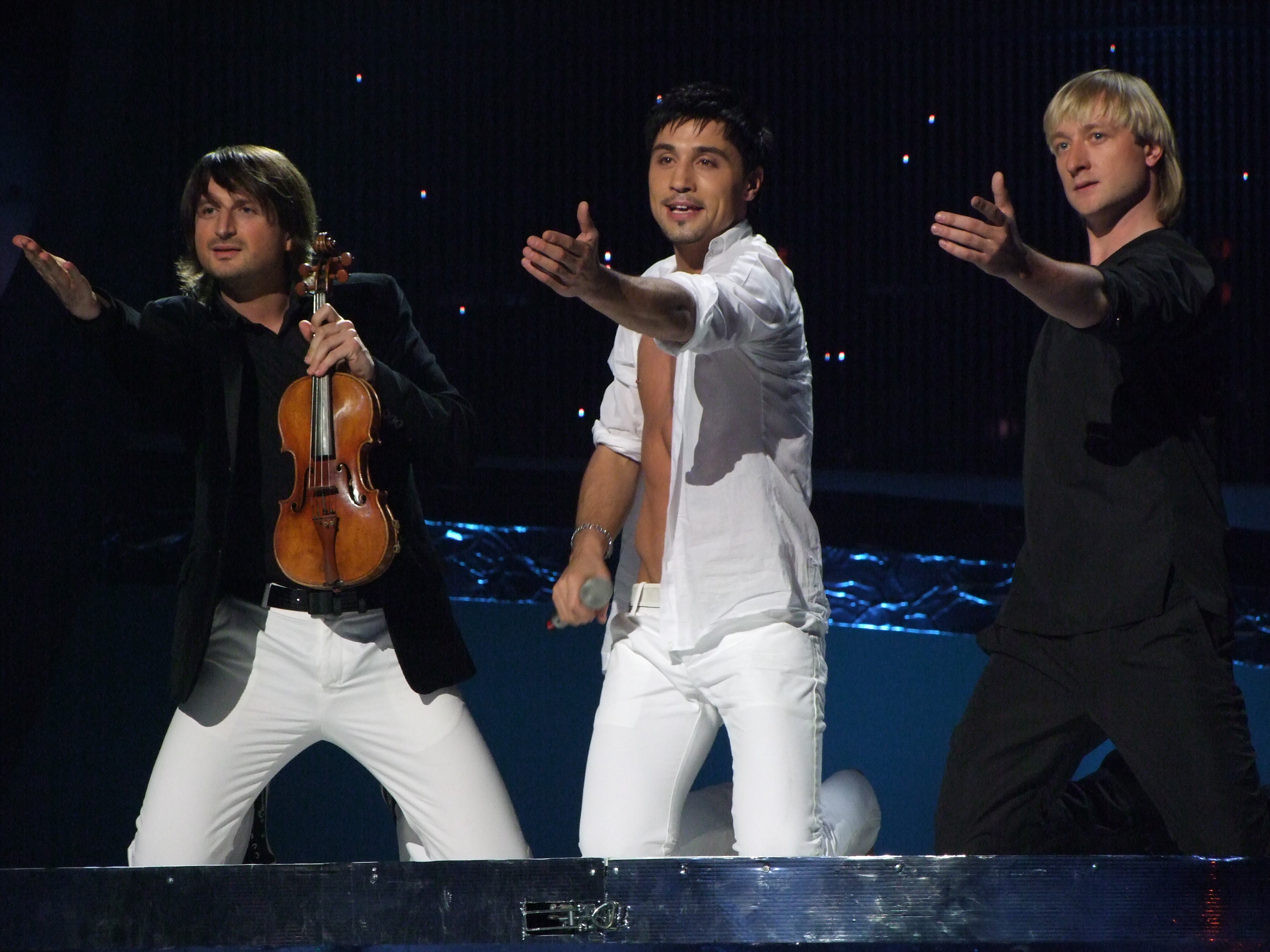
Dima Bilan la Belgrad (2008).

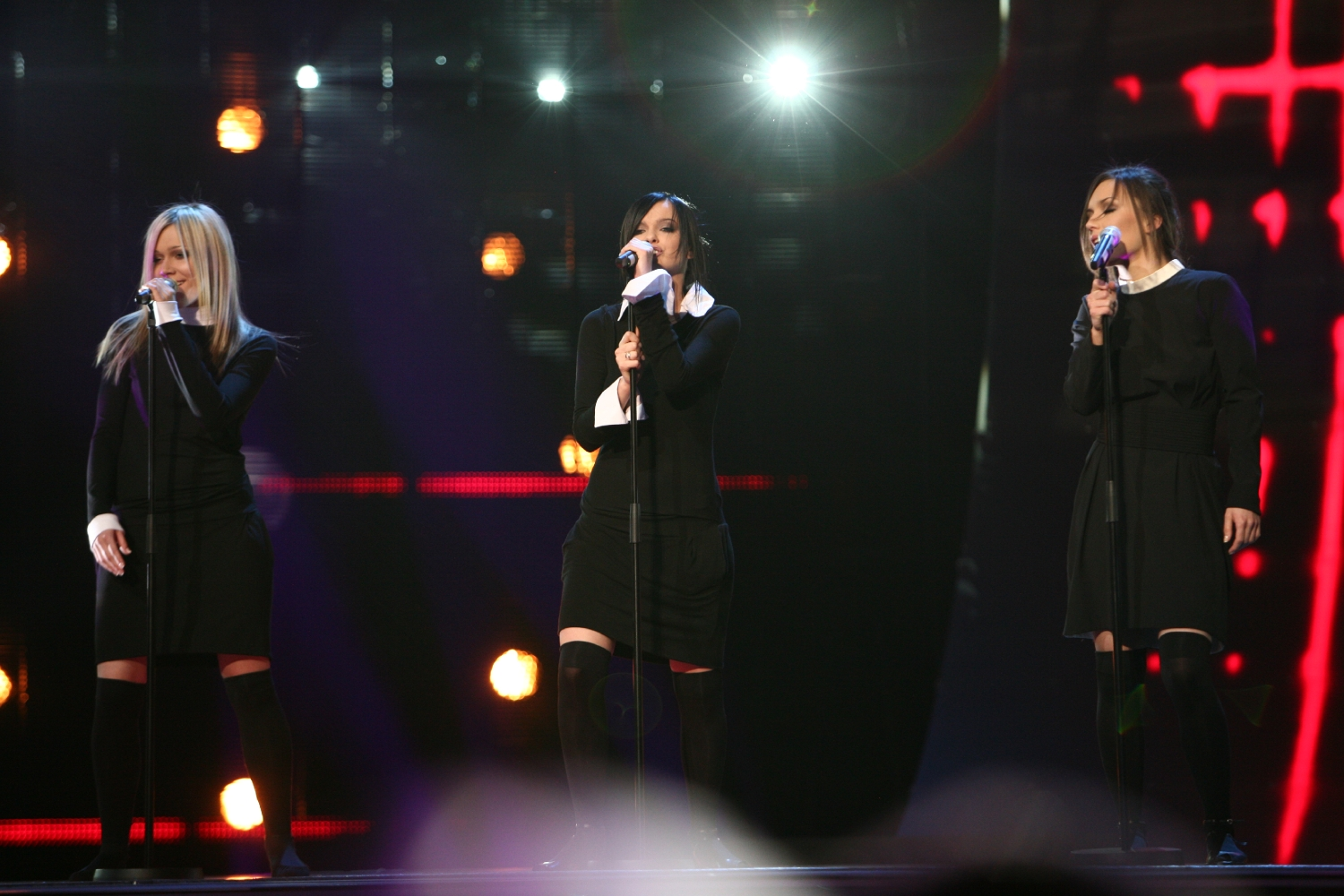
Serebro la Helsinki (2007).

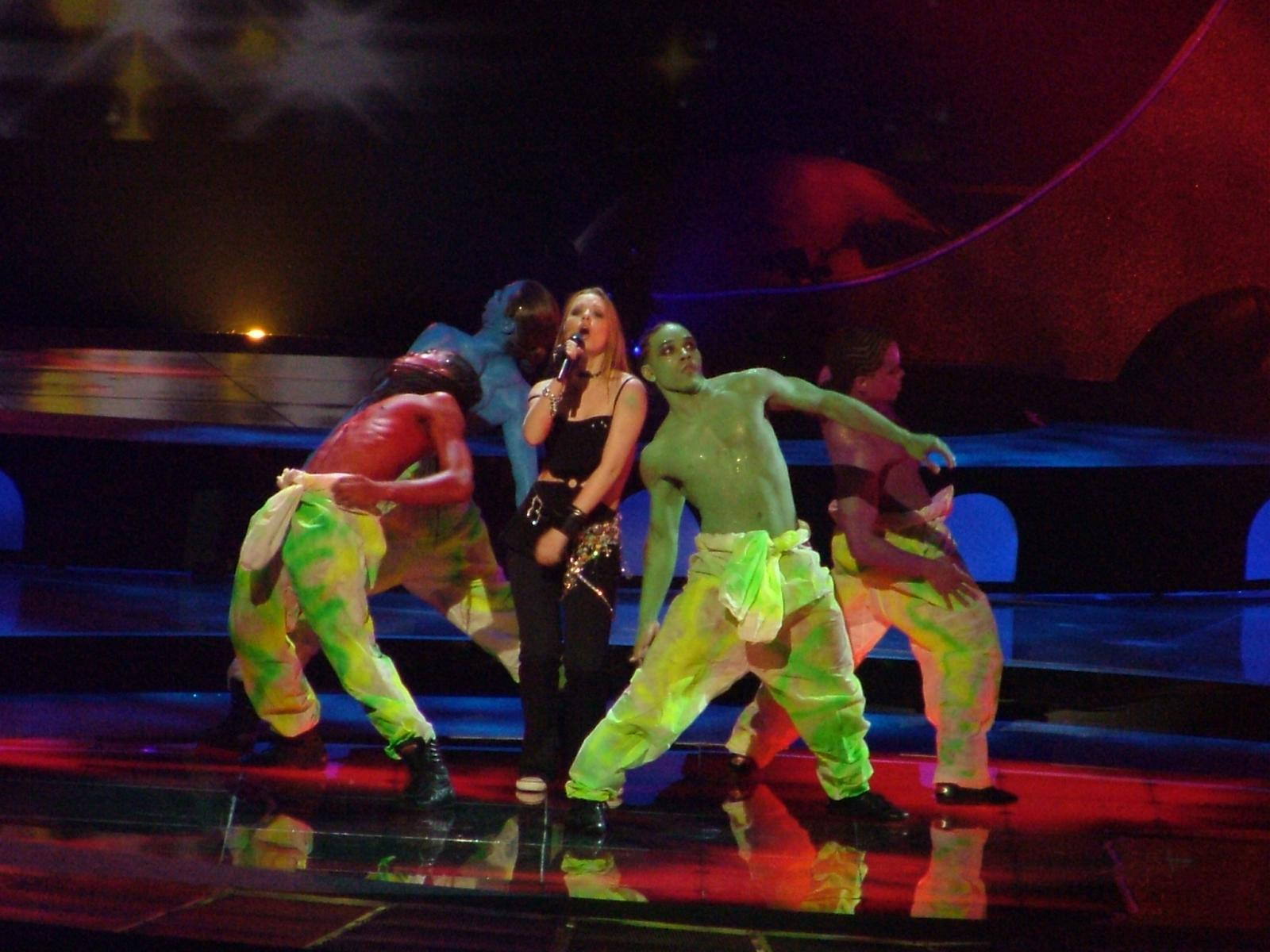
Iulia Saviceva la Istanbul (2004)

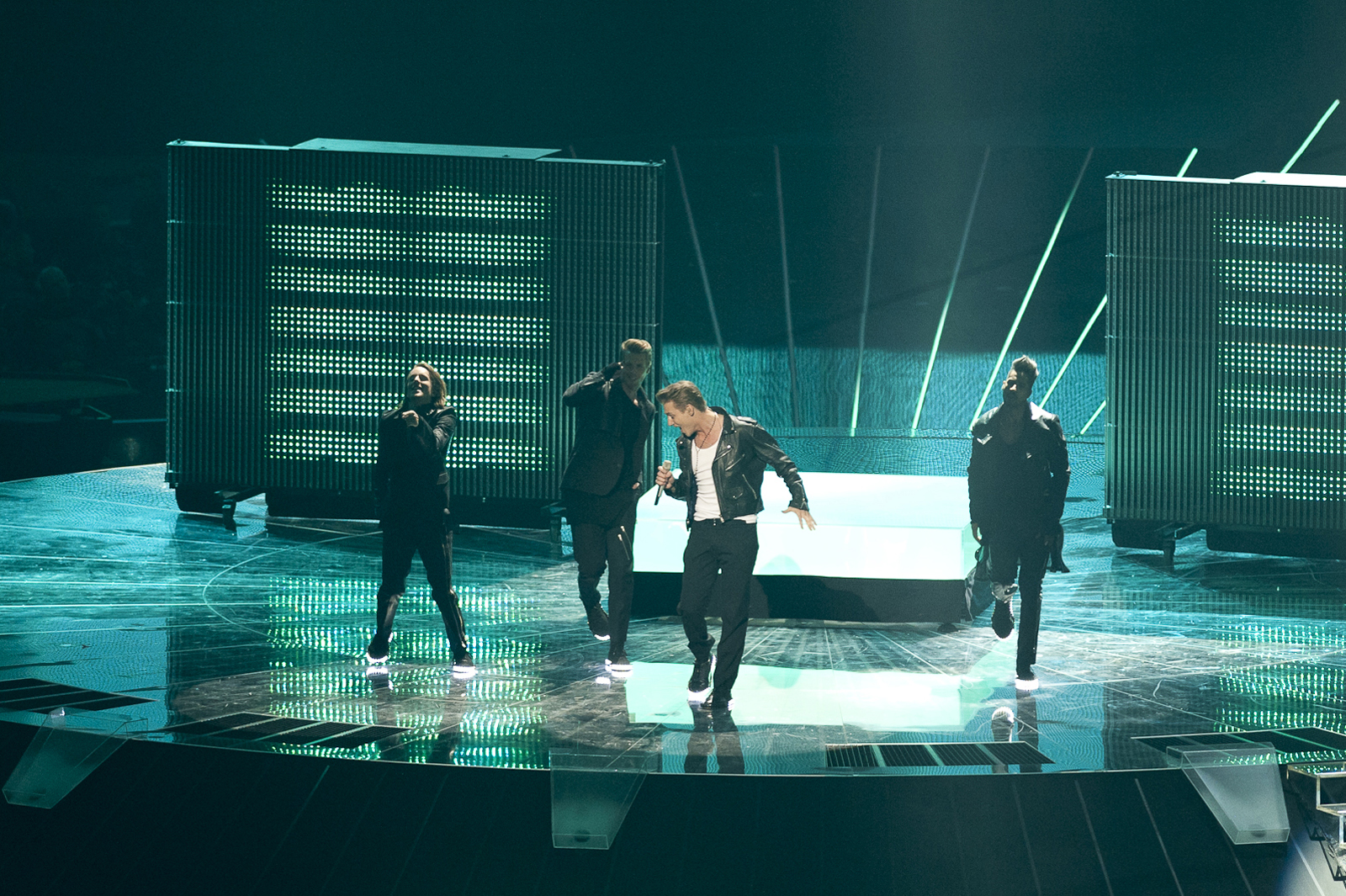
Alexei Vorobiov la Düsseldorf (2011)

Rusia a participat la Concursul Muzical Eurovision de 23 ori. Debutul lor a fost în anul 1994, după ce Rusia a devenit membră EBU. În 2000 și 2006, Rusia a terminat pe locul 2 , cu melodia "Solo" interpretata de Alsou și melodia "Never Let You Go" interpretată de Dima Bilan. În anii 2003 și 2007, Rusia s-a clasat pe locul 3. Iar în anul 2008 Rusia, în sfârșit, a câștigat concursul, când Dima Bilan a făcut o revenire în concurs, câștigând cu piesa "Believe", aducând concursul la Moscova în 2009. Rusia este una dintre singurele țări care, de la introducerea semifinalelor, s-a calificat de fiecare dată în finală. De la prima participare din 1994 până în 2013, Rusia a obținut un total de 2073 de puncte. In 2020, Little Big, trupa care reprezinta Rusia la Eurovision 2020, a reusit performanta de a fi cel mai vizionat clip al canalului youtube Eurovision. Pe 20 iulie, "Uno" avea 134 milioane de vizualizari, depasind melodia "Toy" a Nettei ( Israel 2018 ). Melodia "Uno" nu a reusit sa fie performata pe scena, intreg concursul fiind anulat de pandemia de SARS-COV-2. 
În ediția "Eurovision" a anului 2022, Uniunea Europeană de Radio și Televiziune (EBU) a decis excluderea Rusiei din concurs din cauza crizelor armate provocate în Ucraina.

## Participări
| An   | Locație    | Artist              | Titlu                    | Finală | Puncte | Semi                  | Puncte                |
| ---- | ---------- | ------------------- | ------------------------ | ------ | ------ | --------------------- | --------------------- |
| 1994 | Dublin     | Iudif               | Vecinîi stranik          | 9      | 70     |                       |                       |
| 1995 | Dublin     | Filip Kirkorov      | Kolîbelnaia dlia vulkana | 17     | 17     |                       |                       |
| 1997 | Dublin     | Alla Pugaciova      | Primadonna               | 15     | 33     |                       |                       |
| 2000 | Stockholm  | Alsou               | Solo                     | 2      | 155    |                       |                       |
| 2001 | Copenhaga  | Mumii Troll         | Lady Alpine Blue         | 12     | 37     |                       |                       |
| 2002 | Tallinn    | Prime Minister      | Northern Girl            | 10     | 55     |                       |                       |
| 2003 | Riga       | t.A.T.u.            | Ne ver, ne boisia        | 3      | 164    |                       |                       |
| 2004 | Istanbul   | Iulia Saviceva      | Believe Me               | 11     | 67     | Top 11 de anul trecut | Top 11 de anul trecut |
| 2005 | Kiev       | Natalia Podolskaia  | Nobody Hurt No One       | 15     | 57     | Top 12 de anul trecut | Top 12 de anul trecut |
| 2006 | Atena      | Dima Bilan          | Never Let You Go         | 2      | 248    | 3                     | 217                   |
| 2007 | Helsinki   | Serebro             | Song No. 1               | 3      | 207    | Top 10 de anul trecut | Top 10 de anul trecut |
| 2008 | Belgrad    | Dima Bilan          | Believe                  | 1      | 272    | 3                     | 135                   |
| 2009 | Moscova    | Anastasia Prîhodko  | Mamo                     | 11     | 91     | X                     | X                     |
| 2010 | Oslo       | Piotr Nalici        | Lost and Forgotten       | 11     | 90     | 7                     | 74                    |
| 2011 | Düsseldorf | Alexei Vorobiov     | Get You                  | 16     | 77     | 9                     | 64                    |
| 2012 | Baku       | Buranovskie Babușki | Party for Everybody      | 2      | 259    | 1                     | 152                   |
| 2013 | Malmö      | Dina Garipova       | What if                  | 5      | 174    | 2                     | 156                   |
| 2014 | Copenhaga  | Tolmachevy Sisters  | Shine                    | 7      | 89     | 6                     | 63                    |
| 2015 | Viena      | Polina Gagarina     | A million voices         | 2      | 303    | 1                     | 182                   |
| 2016 | Stockholm  | Serghei Lazarev     | You are the only one     | 3      | 491    | 1                     | 342                   |
| 2018 | Lisabona   | Iulia Samoilova     | I won't break            | X      | X      | 15                    | 65                    |
| 2019 | Tel Aviv   | Serghei Lazarev     | Scream                   | 3      | 370    | 6                     | 217                   |
| 2020 | Rotterdam  | Little Big          | Uno                      | Anulat | Anulat | Anulat                | Anulat                |
| 2021 | Rotterdam  | Manija              | Russian Woman            | 9      | 204    | 3                     | 225                   |

## Gazdă
| An   | Oraș    | Locație     | Prezentatori                                                                 |
| ---- | ------- | ----------- | ---------------------------------------------------------------------------- |
| 2009 | Moscova | Olimpiiskii | Semifinale: Natalia Vodianova și Andrei Malahov; Finala: Alsu și Ivan Urgant |